# Ruisseau de Génisson
Pour les articles homonymes, voir Génisson.
Le ruisseau de Génisson ou le Galouchey est un ruisseau français, affluent de la rive droite de la Garonne, qui coule dans la région naturelle de l'Entre-deux-Mers située dans le département de la Gironde en région Aquitaine.

## Géographie
Le ruisseau de Génisson prend sa source en Gironde, sur la commune de Saint-Germain-de-Grave. Son cours, d'une longueur de 12 km, se dirige vers le sud-est puis le sud-ouest, arrose les communes de Monprimblanc, Saint-André-du-Bois, Semens, Saint-Maixant et Sainte-Croix-du-Mont. 

### Les affluents
Le Génisson reçoit successivement les eaux, en rive gauche, des ruisseaux de Saint-Germain-de-Grave, la Tuilerie, Bernille, et, en rive droite, des ruisseaux de Barie, la Gravette, Peynon, Le Bois de l'Encre et Padouen (Faugas). Il conflue avec la Garonne à la hauteur de Verdelais. 
Le Service d'administration nationale des données et référentiels sur l'eau (SANDRE) et le Système d'Information sur l'Eau du Bassin Adour Garonne (SIEAG) ont répertorié seize affluents et sous-affluents du Génisson. 
| - Les affluents du Génisson. |

Dans le tableau ci-dessous se trouvent : le nom de l'affluent ou sous-affluent, la longueur du cours d'eau, son code SANDRE, des liens vers les fiches SANDRE, SIEAG et vers une carte dynamique d’OpenStreetMap qui trace le cours d'eau.
| Ruisseau de Génisson | 12,3 km | O9460500 | « Fiche SANDRE » | Fiche SIEAG | OpenStreetMap |

| Ruisseau de Barie                  | 1,5 km | O9460510 | « Fiche SANDRE » | Fiche SIEAG | OpenStreetMap |
| Ruisseau de la Gravette            | 2,1 km | O9460520 | « Fiche SANDRE » | Fiche SIEAG | OpenStreetMap |
| Ruisseau de Saint-Germain-de-Grave | 6,6 km | O9460530 | « Fiche SANDRE » | Fiche SIEAG | OpenStreetMap |
| Inconnu             | 1,1 km | O9461020 | « Fiche SANDRE » | Fiche SIEAG | OpenStreetMap |
| Ruisseau de Martial | 6,1 km | O9460550 | « Fiche SANDRE » | Fiche SIEAG | OpenStreetMap |
| Inconnu             | 1,6 km | O9461000 | « Fiche SANDRE » | Fiche SIEAG | OpenStreetMap |
| Ruisseau de Mourens | 3,1 km | O9460570 | « Fiche SANDRE » | Fiche SIEAG | OpenStreetMap |
| Inconnu             | 1,1 km | O9461010 | « Fiche SANDRE » | Fiche SIEAG | OpenStreetMap |
| Inconnu | 1,3 km | O9461030 | « Fiche SANDRE » | Fiche SIEAG | OpenStreetMap |
| Inconnu                 | 2,0 km | O9461040 | « Fiche SANDRE » | Fiche SIEAG | OpenStreetMap |
| Ruisseau de Peynon      | 1,8 km | O9460610 | « Fiche SANDRE » | Fiche SIEAG | OpenStreetMap |
| Ruisseau de la Tuilerie | 1,9 km | O9460620 | « Fiche SANDRE » | Fiche SIEAG | OpenStreetMap |
| Ruisseau de Bernille    | 1,4 km | O9460630 | « Fiche SANDRE » | Fiche SIEAG | OpenStreetMap |
| Le Bois de l'Encre      | 1,6 km | O9460640 | « Fiche SANDRE » | Fiche SIEAG | OpenStreetMap |
| Ruisseau de Padouen     | 4,2 km | O9460650 | « Fiche SANDRE » | Fiche SIEAG | OpenStreetMap |
| Ruisseau de la Motte | 1,3 km | O9460660 | « Fiche SANDRE » | Fiche SIEAG | OpenStreetMap |